# La Gran Aventura Lego: el Videojuego
La Gran Aventura Lego: el videojuego (La LEGO película: el videojuego en España) es un videojuego perteneciente al género de acción-aventura desarrollado por TT Games, como parte de la serie de los videojuegos Lego. De ello se sigue la trama de la película de animación La gran aventura LEGO. El juego fue lanzado por Warner Bros. Interactive Entertainment junto a la película en 2014 para Microsoft Windows, Nintendo 3DS, PlayStation 3, PlayStation 4, PlayStation Vita, Wii U, Xbox 360 y Xbox One. Más adelante, la compañía inglesa Feral Interactive publicó un port del juego para macOS en octubre de 2014.

## Jugabilidad
Continuando con la tendencia de la jugabilidad de los títulos anteriores de Lego por TT Games, el juego pone a los jugadores en el control de varios personajes de la película, haciendo uso de piezas de Lego para hacer su camino a través de varios niveles. Por primera vez en la serie, los ambientes están completamente hechas de piezas de Lego. El juego introduce dos principales nuevos tipos de caracteres: Constructores regulares (como Emmet en niveles anteriores) y Master Builders (como Batman, Benny, Princesa Uni-Kitty, Vitruvius, y Wyldstyle). Constructores regulares son incapaces de construir normalmente objetos de montones de piezas de Lego y en lugar de requerir las páginas de instrucciones que se encuentran a lo largo de cada nivel para los personajes de los trabajadores de la construcción para su uso. El uso de estos, los jugadores siguen las instrucciones para construir objetos con piezas específicas como sets de LEGO de la vida real. Master Builders, por otro lado, tienen la capacidad de agarrar piezas de Lego del entorno y utilizarlos para crear algo nuevo. Mientras el Señor de negocios es conocido por el uso de interruptores, ya sea en su forma de Señor de negocios o su forma Presidente de Empresas, otras capacidades conocidas para cada uno de los personajes incluyen la fijación de maquinaria, hackear computadoras, destruyendo ladrillos de oro con rayos láser, la destrucción de los ladrillos de plata con armas de fuego, el inicio de incendios , y la extinción de incendios.

## Personajes
- Emmet

- Emmet (Pieza de resistencia)

- Emmet (Pieza de LEGO)

- Emmet (Pijamas)

- Emmet (Ducha)

- Emmet (Cirujano)

- Emmet (Lagarto)

- Emmet (Payaso)

- Emmet (Leñador)

- Emmet (Contenedor de basura)

- Emmet (Viejo Oeste)

- Emmet (Cabeza de rueda)

- Emmet (Disfraz de robot)

- Gail

- Frank el jefe constructor

- Chico de demolición

- Emmet (Maestro Constructor)

- Estilo-Libre

- Estilo-Libre (Capucha)

- Estilo Libre (Viejo Oeste)

- Estilo Libre (Disfraz de robot)

- Estilo Libre (Espacial)

- Vitruvius (Viejo)

- Vitruvius (Joven)

- Vitruvius (Fantasma)

- Batman

- Bruce Wayne

- Unikitty

- Kitty enferma

- Kitty Bisnes

- Astro Kitty

- Benny

- Barba Metálica (Minifigura)

- Gandalf

- Superman

- Mujer Maravilla

- Linterna Verde

- Ninja Verde

- Cleopatra

- Robo Fem

- Bruja

- Estatua de la Libertad

- Abraham Lincoln

- William Shakespeare

- Miguel Ángel

- Mago

- La criatura del pantano

- Señor Vampiro

- Chico Panda

- Yeti

- Momia

- Maniquí de pruebas

- Cavernícola

- El macho luchador

- Sra. Arañada

- Entrenadora Carrie

- Ejecutiva Hellen

- Sharon Calzador

- Chico ¿Dónde están mis pantalones?

- Bombero Llamarada

- Joe el plomero

- Recolector de basura Grant

- Recolector de basura Dan

- Chef Gordon Zola

- Bob Kebab

- Mike el heladero

- Jo la heladera

- Dr.McScrubs

- Larry el mesero

- Tipo de los martes de tacos

- Guardia galante

- Sir Torrebrick

- Prospector

- Hank Apalca

- Harry baño de burbujas

- Hacha de guerra

- Nativo

- Willy Fusilbot

- Robo vaquero

- Diputrón

- Drone Calamidad

- Sheriff no-robot

- Policía Abuela

- Policía Abuelo

- Velma Grapabot

- Robo (Construcción)

- Robo (Demolición)

- Esqueletrón

- Robo SWAT (Láser)

- Robo SWAT (Cohete)

- Robo SWAT

- Robo Federal

- Policía Bueno (Con cara pintada)

- Policía Malo

- Presidente Negocios

- Señor Negocios (Minifigura)

- Personaje A

- Personaje B

- Personaje C

- Personaje D

- Personaje E

- Personaje F

- Personaje G

- Personaje H

## Audio
Cabe señalar que mientras que Chris Pratt, Will Ferrell, Elizabeth Banks, Will Arnett, Nick Offerman, Alison Brie, Charlie Day, Liam Neeson y Morgan Freeman se acreditan para las escenas que fueron tomadas de la película, los personajes jugables en los niveles realmente están expresados por los actores de voz que pueden coincidir con las voces de los personajes de la película. Los actores de voz consisten en Orion Acaba, Laura Bailey, Dave barco, Robert Clotworthy, Robbie Daymond, Jessica DiCicco, Benjamin Diskin, Keith Ferguson, Todd Hansen, Roger L. Jackson, Bob Joles, Yuri Lowenthal, Vanessa Marshall, Jim Meskimen, Travis Oates, Jon Olson, Wendy Patterson, Bradley Pierce, Suzanne Nichole Preston, Sam Riegel, Michelle Ruff, Kristen Rutherford, Eliza Schneider, Stephanie Sheh, Mark Silverman, Keith Silverstein, Michael Sinterniklaas, James Arnold Taylor, Josh Robert Thompson, Hynden Walch, Audrey Wasilewski, y Rebecca Wink. Ned Lott es la voz que dirige este juego. 

## Voces
(Secuencias Jugables)
- Emmet/Lord Business/Robot 2:Keith Ferguson
- Lucy "Wyldstyle"/Unikitty/Gail:Jessica DiCicco
- Vitruvius:Josh Robert Thompson
- Batman:Jim Meskimen
- Benny/Robot 1:Mark Silverman
- Metalbeard:Roger L. Jackson
- Randy / Knight 1 / Constructor Obrero 2 :Robbie Daymond
- Gandalf:Todd Hansen

(Secuencias de la película)
- Emmet:Chris Pratt
- Lucy "Wyldstyle":Elizabeth Banks
- Lord Business:Will Ferrell
- Vitruvius:Morgan Freeman
- Batman:Will Arnett
- Unikitty:Alison Brie
- Benny:Charlie Day
- Metalbeard:Nick Offerman
- Policía Malo/Bueno:Liam Neeson
- Gandalf:Todd Hansen

## Recepción
La Gran Aventura Lego: el Videojuego ha Recibido generalmente Críticas mixtas mezcladas con Positivas de los Críticos. La Agregación de estos sitios web de Reseñas GameRankings y Metacritic dio la versión de PlayStation 4 71.67% y 74/100, La versión de Xbox One 69.90% y 69/100, y la versión de Xbox 360 73% y el 71/100, respectivamente.